# Dernice
Dernice est une commune italienne de la province d'Alexandrie, dans le Piémont.

## Administration
| Période                                  | Période | Identité | Étiquette | Qualité |
| ---------------------------------------- | ------- | -------- | --------- | ------- |
|                                          |         |          |           |         |
| Les données manquantes sont à compléter. |         |          |           |         |

### Hameaux
Montebore

### Communes limitrophes
Borghetto di Borbera, Brignano-Frascata, Cantalupo Ligure, Garbagna, Montacuto, San Sebastiano Curone